# Список губерний
Ниже приведён список всех губерний, существовавших в Российской империи, РСФСР, УССР и СССР.

## Губернии Российской империи
Первые губернии были образованы 18 декабря 1708 года в ходе реформ Петра I, разделённые им в 1719 году на провинции. 
Это были первые крупные единицы административно-территориального деления России, пришедшие на смену прежнего уездного деления под воеводским управлением.
Несколько близлежащих губерний составляли генерал-губернаторство — крупнейшее образование территориального деления Российской империи.
В ходе масштабных реформ Екатерины II 1775—1796 годов Россия делилась на 48 наместничеств и 2 губернии — Московскую и С-Петербургскую. При губернской реформе проведённой императором Павлом I в 1796—1797 годах, все наместничества были преобразованы в губернии, при этом их число сократилось с 51 до 42. В 1914 году территория Российской империи состояла из 78 губерний.
| Великороссийские губернии | Великороссийские губернии    | Великороссийские губернии | Великороссийские губернии | Великороссийские губернии |
| Герб                      | Название                     | Период существования      | Образована указом         | Примечания |
| ------------------------- | ---------------------------- | ------------------------- | ------------------------- | --- |
|                           | Ингерманландская губерния    | 1708—1710                 | Петра I                   | Губерния образована в 1708 году, позже преобразована в С-Петербургскую губернию. |
|                           | Архангелогородская губерния  | 1708—1780                 | Петра I                   | Губерния образована в 1708 году, при Екатерине II в 1780 году преобразована в Вологодское наместничество. |
|                           | Сибирская губерния           | 1708—1782                 | Петра I                   | Губерния образована в 1708 году, при Екатерине II в 1782 году преобразована в Пермское и Тобольское наместничество. |
|                           | Казанская губерния           | 1708—1920                 | Петра I                   | Губерния образована в 1708 году, при Екатерине II в 1781 году преобразована в Казанское наместничество, восстановлена в ходе реформ Павла I в 1796 году. Герб утверждён 8 декабря 1856 года.                                                                 |
|                           | Смоленская губерния          | 1708—1929                 | Петра I                   | Губерния образована в 1708 году, упразднена в 1713 и восстановлена в 1726 году. При Екатерине II в 1775 году преобразована в Смоленское наместничество, восстановлена в ходе реформ Павла I в 1796 году. Герб утверждён 8 декабря 1856 года.                 |
|                           | Московская губерния          | 1708—1929                 | Петра I                   | Губерния образована в 1708 году. Герб утверждён 8 декабря 1856 года. |
|                           | Санкт-Петербургская губерния | 1710—1914                 | Петра I                   | Губерния образована в 1710 году из Ингерманландской губернии. В 1914–1924 годах преобразована в Петроградскую губернию. Герб утверждён 5 июля 1878 года. |
|                           | Нижегородская губерния       | 1714—1929                 | Петра I                   | Губерния образована в 1714 году из части Казанской губернии. При Екатерине II в 1779 года преобразована в Нижегородское наместничество, губерния восстановлена в 1796 году при Павле I. Герб утверждён 8 декабря 1856 года.                                  |
|                           | Астраханская губерния        | 1717—1928                 | Петра I                   | Губерния образована в 1717 году из состава Казанской губернии. В 1785 году Астраханская губерния была упразднена, войдя в состав Кавказского наместничества, восстановлена в ходе реформ Павла I в 1796 году. Герб утверждён 8 декабря 1856 года.            |
|                           | Воронежская губерния         | 1725—1928                 | Екатерины I               | Губерния образована в 1725 году из Азовской губернии. Указом Екатерины II в 1779 году губерния преобразована в Воронежское наместничество, восстановлена в ходе реформ Павла I в 1796 году. Герб утверждён 5 июля 1878 года.                                 |
|                           | Белгородская губерния        | 1727—1779                 | Екатерины I               | Губерния образована в 1727 году из прилегающих земель Киевской губернии и близлежащих районов украинской оборонительной линии. При Екатерине II губерния была упразднена, войдя в состав Курского и Воронежского наместничеств, а также Слободской губернии. |
|                           | Новгородская губерния        | 1727—1927                 | Екатерины I               | Губерния образована в апреле 1727 года из части С-Петербургской губернии. При Екатерине II в 1776 году губерния преобразована в Новгородское наместничество, восстановлена при Павле I в 1796 году. Герб утверждён 8 декабря 1856 года.                      |
|                           | Оренбургская губерния        | 1744—1928                 | Елизаветы Петровны        | Губерния образована в 1744 году, в 1781 году при Екатерине II преобразована в Уфимское наместничество, восстановлена указом Павла I в 1796 году. Герб утверждён 12 октября 1867 года.                                                                        |
|                           | Псковская губерния           | 1772—1927                 | Екатерины II              | Губерния образована в 1772 году, в 1777 году преобразована в Псковское наместничество, восстановлена указом Павла I в 1796 году. Герб утверждён 8 декабря 1856 года.                                                                                         |
|                           | Ярославская губерния         | 1777—1927                 | Екатерины II              | Учреждена в 1777 году как губерния, но образована как Ярославское наместничество, губерния восстановлена указом Павла I в 1796 году. Герб утверждён 8 декабря 1856 года.                                                                                     |
|                           | Орловская губерния           | 1778—1928                 | Екатерины II              | Учреждена в 1778 году как губерния, но образована как Орловское наместничество, восстановлена указом Павла I в 1796 году. Герб утверждён 5 июля 1878 года.                                                                                                   |
|                           | Тобольская губерния          | 1796—1920                 | Павла I                   | Губерния образована в 1796 году из Тобольского наместничества. Герб утверждён 5 июля 1878 года. |
|                           | Пермская губерния            | 1796—1923                 | Павла I                   | Губерния образована в 1796 году из Пермского наместничества. Герб утверждён 8 декабря 1856 года. |
|                           | Иркутская губерния           | 1796—1926                 | Павла I                   | Губерния образована в 1796 году из Иркутского наместничества. Герб утверждён 5 июля 1878 года. |
|                           | Курская губерния             | 1796—1928                 | Павла I                   | Губерния образована в 1796 году из Курского наместничества. Герб утвержден 5 июля 1878 года. |
|                           | Пензенская губерния          | 1796—1928                 | Павла I                   | Губерния образована в 1796 году из Пензенского наместничества. Герб утверждён 5 июля 1878 года. |
|                           | Симбирская губерния          | 1796—1928                 | Павла I                   | Губерния образована в 1796 году из Симбирского наместничества. Герб утвержден 5 июля 1878 года. |
|                           | Тамбовская губерния          | 1796—1928                 | Павла I                   | Губерния образована в 1796 году из Тамбовского наместничества. Герб утверждён 5 июля 1878 года. |
|                           | Архангельская губерния       | 1796—1929                 | Павла I                   | Губерния образована в 1796 году из Архангельского наместничества. Герб утверждён 5 июля 1878 года. |
|                           | Владимирская губерния        | 1796—1929                 | Павла I                   | Губерния образована в 1796 году из Владимирского наместничества. Герб утверждён 8 декабря 1856 года. |
|                           | Вологодская губерния         | 1796—1929                 | Павла I                   | Губерния образована в 1796 году из Вологодского наместничества. Герб утверждён 5 июля 1878 года. |
|                           | Вятская губерния             | 1796—1929                 | Павла I                   | Губерния образована в 1796 году из Вятского наместничества. Герб утверждён 8 декабря 1856 года. |
|                           | Калужская губерния           | 1796—1929                 | Павла I                   | Губерния образована в 1796 году из Калужского наместничества. Герб утверждён 5 июля 1878 года. |
|                           | Костромская губерния         | 1796—1929                 | Павла I                   | Губерния образована в 1796 году из Костромского наместничества. Герб утверждён 5 июля 1878 года. |
|                           | Рязанская губерния           | 1796—1929                 | Павла I                   | Губерния образована в 1796 году из Рязанского наместничества. Герб утверждён 8 декабря 1856 года. |
|                           | Тверская губерния            | 1796—1929                 | Павла I                   | Губерния образована в 1796 году из Тверского наместничества. Герб утверждён 8 декабря 1856 года. |
|                           | Тульская губерния            | 1796—1929                 | Павла I                   | Губерния образована в 1796 году из Тульского наместничества. Герб утверждён 5 июля 1878 года. |
|                           | Саратовская губерния         | 1797—1928                 | Павла I                   | Губерния образована в 1797 году из Пензенской губернии бывшего Саратовского наместничества. Герб утверждён 5 июля 1878 года. |
|                           | Олонецкая губерния           | 1801—1922                 | Александра I              | Губерния образована в 1801 году из земель Олонецкого наместничества. Герб утверждён 5 июля 1878 года. |
|                           | Томская губерния             | 1804—1925                 | Александра I              | Губерния образована в 1804 году из Тобольской губернии. Герб утверждён 5 июля 1878 года. |
|                           | Енисейская губерния          | 1822—1925                 | Александра I              | Губерния образована в 1822 году, в ходе реформ М. Сперанского. Герб утверждён 5 июля 1878 года. |
|                           | Самарская губерния           | 1850—1928                 | Николая I                 | Губерния образована в 1850 году из частей Оренбургской, Симбирской и Саратовской губерний. Герб утверждён 5 июля 1878 года. |
|                           | Уфимская губерния            | 1865—1922                 | Александра II             | Губерния образована в 1865 году из Оренбургской губернии. Герб утверждён 5 июля 1878 года. |

Кавказские губернии были учреждены на территории Азово-Моздокской оборонительной линии а также землях, отошедших Российской империи по Георгиевскому трактату и по итогам русско-персидских войн 1804—1828 годов.
| Кавказские губернии | Кавказские губернии           | Кавказские губернии  | Кавказские губернии | Кавказские губернии |
| Герб                | Название                      | Период существования | Образована указом   | Примечания |
| ------------------- | ----------------------------- | -------------------- | ------------------- | --- |
|                     | Кавказская губерния           | 1785—1822            | Екатерины II        | Губерния образована в 1785 году в составе Кавказского наместничества. В 1822 году губерния преобразована в Кавказскую область, а в 1847 году в Ставропольскую губернию. |
|                     | Грузинская губерния           | 1801—1840            | Александра I        | Губерния образована в 1801 году на землях Закавказского края, в 1840 году вошла в состав Грузино-Имеретинской губернии.                                                 |
|                     | Грузино-Имеретинская губерния | 1840—1846            | Николая I           | Губерния образована в 1840 году. Герб утверждён в 1843 году. |
|                     | Шемахинская губерния          | 1846—1859            | Николая I           | Губерния образована в 1846 году из части Кавказского наместничества. С 1859 года преобразована в Бакинскую губернию. Герб существует с 1858 года.                       |
|                     | Дербентская губерния          | 1846—1860            | Николая I           | Губерния образована в 1846 году, с 1860 года преобразована в Дагестанскую область.                                                                                      |
|                     | Кутаисская губерния           | 1846—1917            | Николая I           | Губерния образована в 1846 году из части Грузино-Имеретинской губернии. Герб утверждён 8 декабря 1856 года.                                                             |
|                     | Тифлисская губерния           | 1846—1917            | Николая I           | Губерния образована в 1846 году из части Грузино-Имеретинской губернии. Герб утверждён 5 июля 1878 года.                                                                |
|                     | Ставропольская губерния       | 1847—1924            | Николая I           | Губерния образована в 1847 году из земель Кавказской губернии. Герб утверждён 5 июля 1878 года.                                                                         |
|                     | Эриванская губерния           | 1849—1920            | Николая I           | Губерния образована в 1849 году из части Тифлисской и Шемахинской губерний. Герб утверждён 5 июля 1878 года.                                                            |
|                     | Бакинская губерния            | 1859—1920            | Александра II       | Губерния образована в 1859 году из упразднённой Шемахинской губернии. Герб утверждён 5 июля 1878 года.                                                                  |
|                     | Елизаветпольская губерния     | 1867—1920            | Александра II       | Губерния образована в 1868 году из частей Бакинской и Тифлисской губерний. Герб утверждён 5 июля 1878 года.                                                             |

В середине XVII века территории Левобережной Украины и Слободской Украины переходят под протекторат России, по результам Андрусовского перемирия они включали земли Киева и Северщины. Успешные для России русско-турецкие войны в XVIII веке ведут к победе над Крымским ханством. На приобретённых землях учреждаются Азовская, Новороссийская и Малороссийская губернии, Таврическая область.  По итогам II и III раздела Речи Посполитой Российской империи отходят земли Правобережной Украины — Волынская и Подольская губернии.
Во время Первой мировой войны на территории австро-венгерской Галиции в 1914-1915 годах было созданно Галицийское генерал-губернаторство, куда вошли Львовская губерния, Тарнопольская губерния, Перемышльская губерния и Черновицкая губерния.
| Южные малороссийские губернии | Южные малороссийские губернии | Южные малороссийские губернии | Южные малороссийские губернии | Южные малороссийские губернии |
| Герб                          | Название                      | Период существования          | Образована указом             | Примечания |
| ----------------------------- | ----------------------------- | ----------------------------- | ----------------------------- | --- |
|                               | Азовская губерния             | 1708—1725                     | Петра I                       | Губерния образована в 1708 году, в 1725 году переименована в Воронежскую губернию. |
|                               | Киевская губерния             | 1708—1925                     | Петра I                       | Губерния образована в 1708 году, при Екатерине II в 1781 году преобразована в Киевское наместничество, восстановлена указом Павла I в 1796 году. Герб утверждён 8 декабря 1856 года. |
|                               | Малороссийская губерния       | 1764—1802                     | Екатерины II                  | Губерния образована в 1764 году, в 1781 году упразднена, войдя в состав Новгород-Северского, Черниговского и Киевского наместничеств. Восстановлена Павлом I в прежнем составе в 1796 году, упразднена при Александре I в 1802 году, войдя в состав Черниговской и Полтавской губерний. |
|                               | Новороссийская губерния       | 1764—1802                     | Екатерины II                  | Губерния образована в 1764 году, в 1783 году преобразована в Екатеринославское наместничество, восстановлена при Павле I в 1796 году. В 1802 году губерния упразднена, войдя в состав Николаевской, Екатеринславской и Таврической губерний.                                            |
|                               | Слободская губерния           | 1765—1835                     | Екатерины II                  | Губерния образована в 1765 году, в 1780 преобразована в Харьковское наместничество, восстановлена при Павле I в 1796 году. В 1835 году губерния преобразована в Харьковскую губернию.                                                                                                   |
|                               | Азовская губерния             | 1775—1783                     | Екатерины II                  | Губерния образована в 1775 году и преобразована в 1783 году в Екатеринославское наместничество. |
|                               | Брацлавская губерния          | 1793—1795                     | Екатерины II                  | Губерния образована в 1793 году, в 1795 преобразована в Брацлавское наместничество. |
|                               | Изяславская губерния          | 1793—1795                     | Екатерины II                  | Губерния образована в 1793 году, в 1795 преобразована в Волынское наместничество. |
|                               | Волынская губерния            | 1796—1925                     | Павла I                       | Губерния образована в 1796 году из Волынского наместничества. Герб утверждён 8 декабря 1856 года. |
|                               | Подольская губерния           | 1796—1925                     | Павла I                       | Губерния образована в 1796 году из Подольского наместничества. Герб утверждён 8 декабря 1856 года. |
|                               | Екатеринославская губерния    | 1802—1925                     | Александра I                  | Губерния образована в 1802 году из Новороссийской губернии. Герб утверждён 5 июля 1878 года. |
|                               | Николаевская губерния         | 1802—1803                     | Александра I                  | Губерния образована в 1802 году из Новороссийской губернии, в следующем году преобразована в Херсонскую губернию. |
|                               | Таврическая губерния          | 1802—1918                     | Александра I                  | Губерния образована в 1802 году из бывшей Таврической области Новороссийской губернии. Герб утверждён 8 декабря 1856 года. |
|                               | Полтавская губерния           | 1802—1925                     | Александра I                  | Губерния образована в 1802 году из части Малороссийской губернии. Герб утверждён 5 июля 1878 года. |
|                               | Черниговская губерния         | 1802—1925                     | Александра I                  | Губерния образована в 1802 году из части Малороссийской губернии. Герб утверждён 8 декабря 1856 года. |
|                               | Херсонская губерния           | 1803—1922                     | Александра I                  | Губерния образована в 1803 году из Николаевской губернии. Герб утверждён 5 июля 1878 года. |
|                               | Харьковская губерния          | 1835—1925                     | Николая I                     | Губерния образована в 1835 году из Слободской губернии. Герб утверждён 25 ноября 1887 года. |
|                               | Бессарабская губерния         | 1873—1917                     | Александра II                 | Губерния образована в 1873 году на территории Бессарабской области (1818 год). Герб утверждён 5 июля 1878 года. |
|                               | Черноморская губерния         | 1896—1920                     | Николая II                    | Губерния образована в 1896 году из Черноморского округа. |

После I раздела Речи Посполитой Российской империи отошли земли Могилёвской, Полоцкой и часть Псковской губернии. После II раздела была образована Минская губерния. По итогам III раздела Речи Посполитой Российской империи отошли территории Курляндской, Виленской и Гродненской губерний. Эти губернии относились к Западному краю Российской империи.
| Западные губернии | Западные губернии    | Западные губернии    | Западные губернии | Западные губернии |
| Герб              | Название             | Период существования | Образована указом | Примечания |
| ----------------- | -------------------- | -------------------- | ----------------- | --- |
|                   | Могилёвская губерния | 1772—1919            | Екатерины II      | Губерния образована в 1772 году, в 1778 преобразована в Могилёвское наместничество, восстановлена Павлом I в 1796 году. Герб утверждён 5 июля 1878 года. |
|                   | Полоцкая губерния    | 1776—1796            | Екатерины II      | Губерния образована в 1776 году, в 1778 преобразована в Полоцкое наместничество. При Павле I в 1796 году Полоцкое и Могилёвское наместничества вошли в Белорусскую губернию. |
|                   | Минская губерния     | 1793—1921            | Екатерины II      | Губерния образована в 1793 году. Герб утверждён 5 июля 1878 года. |
|                   | Виленская губерния   | 1795—1918            | Екатерины II      | Губерния образована в 1795 году, в следующем году преобразована в Виленское наместничество. В ходе реформ Павла I в 1797 году вошла в Литовскую губернию, восстановлена при Александре I в 1801 году и до 1840 года называлась Литовско-Виленской губернией. Герб утверждён 5 июля 1878 года. |
|                   | Литовская губерния   | 1796—1801            | Павла I           | Губерния образована в 1796 году из Виленской губернии и Слонимского наместничества, упразднена при Александре I в 1801 году. |
|                   | Белорусская губерния | 1796—1802            | Павла I           | Губерния образована в 1796 году из Полоцкого и Могилёвского наместничеств. При Александре I в 1802 году губерния разделена на Витебскую и Могилёвскую губернии. |
|                   | Гродненская губерния | 1801—1918            | Александра I      | Губерния образована в 1801 году из части Литовской губернии, ранее входившей в Слонимское наместничество. Герб утверждён 5 июля 1878 года. |
|                   | Витебская губерния   | 1802—1924            | Александра I      | Губерния образована в 1802 году из части Белорусской губернии. Герб утверждён 8 декабря 1856 года. |
|                   | Ковенская губерния   | 1842—1918            | Николая I         | Губерния образована в 1842 году из северной части Виленской губернии. Герб утверждён 5 июля 1878 года. |

После капитуляции Ревеля и взятия Риги с присоединением к ней части Смоленской губернии были образованы Ревельская и Рижская губернии. 
По итогам русско-шведской Северной войны Российская империя приобрела земли Лифляндии, Эстляндии, а также Ингерманландию с частью Карелии и Выборгом, где была учреждена Санкт-Петербургская губерния.
| Прибалтийские губернии | Прибалтийские губернии | Прибалтийские губернии | Прибалтийские губернии | Прибалтийские губернии |
| Герб                   | Название               | Период существования   | Образована указом      | Примечания |
| ---------------------- | ---------------------- | ---------------------- | ---------------------- | --- |
|                        | Рижская губерния       | 1713—1783              | Петра I                | Губерния образована в 1713 году, при Екатерине II в 1783 году преобразована в Рижское наместничество.                                |
|                        | Ревельская губерния    | 1719—1783              | Петра I                | Губерния образована в 1719 году, при Екатерине II в 1783 году преобразована в Ревельское наместничество.                             |
|                        | Курляндская губерния   | 1796—1918              | Павла I                | Губерния образована в 1796 году из Курляндского наместничества герцогства Курляндия и Семигалия. Герб утверждён 8 декабря 1856 года. |
|                        | Лифляндская губерния   | 1796—1918              | Павла I                | Губерния образована в 1796 году из Рижского наместничества. Герб утверждён 8 декабря 1856 года.                                      |
|                        | Эстляндская губерния   | 1796—1918              | Павла I                | Губерния образована в 1796 году из Ревельского наместничества. Герб утверждён 8 декабря 1856 года.                                   |

По итогам русско-шведской войны, манифестом от 20 марта 1808 года провозглашалось присоединение Финляндии к Российской империи,  25 декабря того же года император Александр I принял титул Великого Князя Финляндского. После разгрома войск Наполеона и образования царства Польского, в 1815 году Александр получил титул царя Польского, наследуемый последующими российскими императорами вплоть до революции 1917 года.
| Губернии великого княжества Финляндского | Губернии великого княжества Финляндского | Губернии великого княжества Финляндского | Губернии великого княжества Финляндского | Губернии великого княжества Финляндского |
| Герб                                     | Название                                 | Период существования                     | Образована указом                        | Примечания |
| ---------------------------------------- | ---------------------------------------- | ---------------------------------------- | ---------------------------------------- | --- |
|                                          | Выборгская губерния                      | 1744—1917                                | Елизаветы Петровны                       | Губерния образована в 1744 году из северной части С-Петербургской губернии. При Екатерине II в 1783 году губерния преобразована в Выборгское наместничество, восстановлена указом Павла I в 1796 году. При Александре I в 1802—1811 гг. называлась Финляндской губернией, с 1812 — Выборгской губ. |
|                                          | Вазаская губерния                        | 1809—1917                                | Александра I                             | Губерния образована в 1809 году из одноимённой финской территориально-административной единицы. |
|                                          | Або-Бьёрнеборгская губерния              | 1811—1917                                | Александра I                             | Губерния образована в 1811 году из одноимённой финской территориально-административной единицы. |
|                                          | Куопиоская губерния                      | 1811—1917                                | Александра I                             | Губерния образована в 1811 году из одноимённой финской территориально-административной единицы. |
|                                          | Улеаборгская губерния                    | 1811—1917                                | Александра I                             | Губерния образована в 1811 году из одноимённой финской территориально-административной единицы. |
|                                          | Нюландская губерния                      | 1831—1917                                | Николая I                                | Губерния образована в 1831 году из одноимённой финской территориально-административной единицы. |
|                                          | Санкт-Михельская губерния                | 1831—1917                                | Николая I                                | Губерния образована в 1831 году из одноимённой финской территориально-административной единицы. |
|                                          | Тавастгусская губерния                   | 1831—1917                                | Николая I                                | Губерния образована в 1831 году из одноимённой финской территориально-административной единицы. |

| Губернии царства Польского | Губернии царства Польского | Губернии царства Польского | Губернии царства Польского | Губернии царства Польского                                                                                  |
| Герб                       | Название                   | Период существования       | Образована указом          | Примечания                                                                                                  |
| -------------------------- | -------------------------- | -------------------------- | -------------------------- | --- |
|                            | Краковская губерния        | 1837—1842                  | Николая I                  | Губерния образована в 1837 году, в 1842 году преобразована в Келецкую губернию.                             |
|                            | Мазовецкая губерния        | 1837—1844                  | Николая I                  | Губерния образована в 1837 году, в 1844 году преобразована в Варшавскую губернию.                           |
|                            | Подлясская губерния        | 1837—1844                  | Николая I                  | Губерния образована в 1837 году из одноимённого воеводства, в 1844 году вошла в состав Люблинской губернии. |
|                            | Сандомирская губерния      | 1837—1844                  | Николая I                  | Губерния образована в 1837 году из одноимённого воеводства, в 1844 году вошла в состав Радомской губернии.  |
|                            | Августовская губерния      | 1837—1866                  | Николая I                  | Губерния образована в 1837 году из Августовского воеводства, в 1866 году упразднена.                        |
|                            | Калишская губерния         | 1837—1917                  | Николая I                  | Губерния образована в 1837 году из Калишского воеводства.                                                   |
|                            | Люблинская губерния        | 1837—1917                  | Николая I                  | Губерния образована в 1837 году из Люблинского воеводства.                                                  |
|                            | Плоцкая губерния           | 1837—1917                  | Николая I                  | Губерния образована в 1837 году из одноимённого воеводства.                                                 |
|                            | Келецкая губерния          | 1842—1917                  | Николая I                  | Губерния образована в 1842 году из Краковской губернии.                                                     |
|                            | Варшавская губерния        | 1844—1917                  | Николая I                  | Губерния образована в 1844 году из Мазовецкой губернии.                                                     |
|                            | Радомская губерния         | 1844—1917                  | Николая I                  | Губерния образована в 1844 году из земель Сандомирской и Келецкой губерний.                                 |
|                            | Седлецкая губерния         | 1867—1912                  | Александра II              | Губерния образована в 1867 году из части земель Люблинской губернии.                                        |
|                            | Ломжинская губерния        | 1867—1917                  | Александра II              | Губерния образована в 1867 году из земель Августовской губернии и Плоцкой губернии.                         |
|                            | Петроковская губерния      | 1867—1917                  | Александра II              | Губерния образована в 1867 году из частей Варшавской, Калишской и Келецкой губерний.                        |
|                            | Сувалкская губерния        | 1867—1917                  | Александра II              | Губерния образована в 1867 году из части Августовской губернии.                                             |
|                            | Холмская губерния          | 1912—1917                  | Николая II                 | Губерния образована в 1912 году из восточных земель Люблинской и Седлецкой губерний.                        |

## Образованные после февраля 1917 года
- Алтайская губерния (1917—1925, Барнаул),
- Букеевская губерния (1917—1925, Ханская Ставка — переименована в Урда)

## Образованные после октября 1917 года
- Акмолинская губерния (1921—1928, Петропавловск),
- Актюбинская губерния (1921—1928),
- Александровская губерния (1920—1921, см. Запорожская),
- Амурская губерния (1922—1926, Благовещенск),
- Брянская губерния (1920—1929),
- Гянджинская губерния (1918—1920, бывшая Елизаветпольская),
- Гомельская губерния (1919—1926, бывшая Могилёвская),
- Донецкая губерния (1920—1925, Бахмут),
- Екатеринбургская губерния (1919—1923),
- Забайкальская губерния (1922—1926, Чита),
- Запорожская губерния (1920—1922, до 1921 года Александровская),
- Иваново-Вознесенская губерния (1918—1929),
- Камчатская губерния (1922—1926, Петропавловск-Камчатский),
- Кременчугская губерния (1920—1922),
- Кустанайская губерния (1921—1925),
- Мурманская губерния (1921—1927),
- Николаевская губерния (1920—1922),
- Новониколаевская губерния (1921—1925),
- Одесская губерния (1920—1925),
- Омская губерния (1920—1925),
- Оренбурго-Тургайская губерния (1920—1921, Оренбург),
- Приамурская губерния (1922—1923, Хабаровск),
- Прибайкальская губерния (1922—1923, Верхнеудинск),
- Приморская губерния (1922—1926, Владивосток),
- Рыбинская губерния (1921—1923),
- Северо-Двинская губерния (1918—1929, Великий Устюг),
- Семипалатинская губерния (1920—1928),
- Терская губерния (1921—1924, Георгиевск),
- Тургайская губерния (1921, Оренбург),
- Тюменская губерния (1919—1923, бывшая Тобольская),
- Уральская губерния (1920—1928),
- Царицынская губерния (1919—1925, см. Сталинградская),
- Челябинская губерния (1919—1923),
- Череповецкая губерния (1918—1927),
- Якутская губерния (1920—1922).

## Образованные после создания СССР
- Джетысуйская губерния (1924—1928, Алма-Ата),
- Ленинградская губерния (1924—1927, бывшая Петроградская),
- Сталинградская губерния (1925—1928, бывшая Царицынская),
- Сырдарьинская губерния (1924—1928, Чимкент),
- Ульяновская губерния (1924—1928, бывшая Симбирская).

## Ежегодные обзоры губерний

### 1870–1879
| Губерния     | за 1870 | 1871 | 1872 | 1873 | 1874 | 1875 | 1876 | 1877 | 1878 | 1879 |
| ------------ | ------- | ---- | ---- | ---- | ---- | ---- | ---- | ---- | ---- | ---- |
| Новгородская | ГПИБ    | ГПИБ | ГПИБ | ГПИБ | ГПИБ | ГПИБ | ГПИБ | ГПИБ | ГПИБ | ГПИБ |

### 1880–1889
| Губерния     | за 1880 | 1881        | 1882         | 1883         | 1884         | 1885        | 1886        | 1887        | 1888        | 1889 |
| ------------ | ------- | ----------- | ------------ | ------------ | ------------ | ----------- | ----------- | ----------- | ----------- | ---- |
| Новгородская | ГПИБ    | ГПИБ        | ГПИБ         |              | ГПИБ         | ГПИБ        | ГПИБ        | ГПИБ        | ГПИБ        | ГПИБ |
| Томская      |         | PDF 79 стр. | PDF 117 стр. | PDF 160 стр. | PDF 179 стр. | PDF 92 стр. | PDF 74 стр. | PDF 97 стр. | PDF 95 стр. |      |

### 1890–1899
| Губерния            | за 1890           | 1891         | 1892         | 1893         | 1894         | 1895         | 1896         | 1897 | 1898        | 1899 |
| ------------------- | ----------------- | ------------ | ------------ | ------------ | ------------ | ------------ | ------------ | ---- | ----------- | ---- |
| Архангельская       |                   |              | ГПИБ         |              |              |              |              |      |             |      |
| Астраханская        | ГПИБ              |              |              |              |              |              |              |      |             |      |
| Бессарабской        | ГПИБ              |              |              |              |              |              |              |      |             |      |
| Варшавская          | ГПИБ              |              |              |              |              |              |              |      |             |      |
| Виленская           | ГПИБ              |              |              |              |              |              |              |      |             |      |
| Владимирская        |                   |              | ГПИБ         |              |              |              |              |      |             |      |
| Вологодская         | ГПИБ              |              |              |              |              |              |              |      |             |      |
| Воронежская         | ГПИБ              |              |              |              |              |              |              |      |             |      |
| Вятская             | ГПИБ              |              |              |              |              |              |              |      |             |      |
| Екатеринославская   | ГПИБ              |              |              |              |              |              |              |      |             |      |
| Иркутская           | ГПИБ              |              |              |              |              |              |              |      |             |      |
| Костромская         | ГПИБ              |              |              |              |              |              |              |      |             |      |
| Курская             | ГПИБ              |              |              |              |              |              |              |      |             |      |
| Московская          | ГПИБ              |              |              |              |              |              |              |      |             |      |
| Новгородская        | ГПИБ, PDF 60 стр. | ГПИБ         | ГПИБ         | ГПИБ         | ГПИБ         | ГПИБ         | ГПИБ         | ГПИБ | ГПИБ        | ГПИБ |
| Олонецкая           | ГПИБ              |              |              |              |              |              |              |      |             |      |
| Оренбургская        | ГПИБ              |              |              |              |              |              |              |      |             |      |
| Орловская           |                   |              | ГПИБ         |              |              |              |              |      |             |      |
| Пензенская          |                   | ГПИБ         |              |              |              |              |              |      |             |      |
| Пермская            | ГПИБ              |              |              |              |              |              |              |      |             |      |
| Приморская область  |                   | ГПИБ         |              |              |              |              |              |      |             |      |
| Рязанская           | ГПИБ              |              |              |              |              |              |              |      |             |      |
| Самарская           | ГПИБ              |              |              |              |              |              |              |      |             |      |
| Санкт-Петербургская | ГПИБ              |              |              |              |              |              |              |      |             |      |
| Смоленская          | ГПИБ              |              |              |              |              |              |              |      |             |      |
| Ставропольская      | ГПИБ              |              |              |              |              |              |              |      |             |      |
| Тамбовская          | ГПИБ              |              |              |              |              |              |              |      |             |      |
| Тверская            | ГПИБ              |              |              |              |              |              |              |      |             |      |
| Томская             |                   | PDF 128 стр. | PDF 129 стр. | PDF 145 стр. | PDF 107 стр. | PDF 106 стр. | PDF 119 стр. |      | PDF 99 стр. |      |
| Тульская            | ГПИБ              |              |              |              |              |              |              |      |             |      |
| Уфимская            | ГПИБ              |              |              |              |              |              |              |      |             |      |
| Ярославская         | ГПИБ              |              |              |              |              |              |              |      |             |      |

### 1900–1909
| Губерния     | за 1900      | 1901 | 1902         | 1903         | 1904         | 1905         | 1906         | 1907 | 1908 | 1909 |
| ------------ | ------------ | ---- | ------------ | ------------ | ------------ | ------------ | ------------ | ---- | ---- | ---- |
| Ломжинская   |              |      |              |              | PDF 319 стр. |              |              |      |      |      |
| Новгородская | ГПИБ         | ГПИБ | ГПИБ         | ГПИБ         | ГПИБ         | ГПИБ         | ПРЛИБ        | ГПИБ | ГПИБ | ГПИБ |
| Пермская     | PDF 126 стр. |      |              | PDF 134 стр. | PDF 133 стр. | PDF 170 стр. |              |      |      |      |
| Седлецкая    |              | IA   |              |              |              |              |              |      |      |      |
| Томская      |              |      | PDF 112 стр. | PDF 93 стр.  | PDF 93 стр.  | PDF 103 стр. | PDF 104 стр. |      |      |      |

### 1910–1916
| Губерния     | за 1910      | 1911         | 1912 | 1913 | 1914 | 1915         | 1916 |
| ------------ | ------------ | ------------ | ---- | ---- | ---- | ------------ | ---- |
| Новгородская | ГПИБ         | ГПИБ         | ГПИБ | ГПИБ | ГПИБ | ГПИБ         |      |
| Пермская     | PDF 176 стр. | PDF 176 стр. |      |      |      | PDF 183 стр. |      |